# The Damned Things
The Damned Things est un supergroupe de heavy metal américain, originaire de New York. Formé en 2009, il est composé de Joe Trohman et de Andy Hurley de Fall Out Boy, Scott Ian et Rob Caggiano de Anthrax, et Keith Buckley et Josh Newton de Every Time I Die. Le nom du groupe s'inspire des paroles de la chanson Black Betty de Ram Jam,.

## Biographie
La graine de ce groupe est plantée autour de 2008, lors de la rencontre des guitaristes Joe Trohman et Scott Ian, qui commenceront à écrire ensemble. Ils invitent Keith Buckley, Rob Caggiano et Andy Hurley peu après. Le groupe joue son premier concert national au Knitting Factory à Brooklyn, un quartier de New York, le 1er juin 2010, et son premier concert britannique au Heaven de Londres, au Royaume-Uni, le 10 juin,. Le premier single We've Got a Situation Here est publié sur iTunes le 25 octobre 2010. Le groupe publie la chanson Friday Night (Going Down In Flames) sur leur pages Facebook et Myspace, en même temps que la couverture de leur album. Le 29 décembre 2010, le groupe sort la chanson Little Darling.
Le premier album Ironiclast est publié le 14 décembre 2010 avec Island Records. Le guitariste Joe Trohman annonce que pour cet album, le groupe opte pour une orientation bluesy, avec un son heavy metal, combiné aux éléments des différents groupes. Trohman explique s'être inspiré de groupes comme Thin Lizzy et Led Zeppelin pour l'album. Pendant une interview en décembre 2010, le guitariste Joe Trohman confirme l'arrivée de Josh Newton du groupe Every Time I Die dans le groupe en tant que bassiste.
Le groupe confirme sa présence au Hellfest 2011. Le groupe cesse ses activités en 2012.
En 2016, le groupe annonce un potentiel retour, mais ne confirme rien officiellement.
C'est finalement en 2019 que le groupe fait son grand retour : le 26 avril 2019 sort officiellement l'album High Crimes. Une tournée débute également le 1er mai 2019 aux Etats-Unis .

## Membres

### Membres actuels

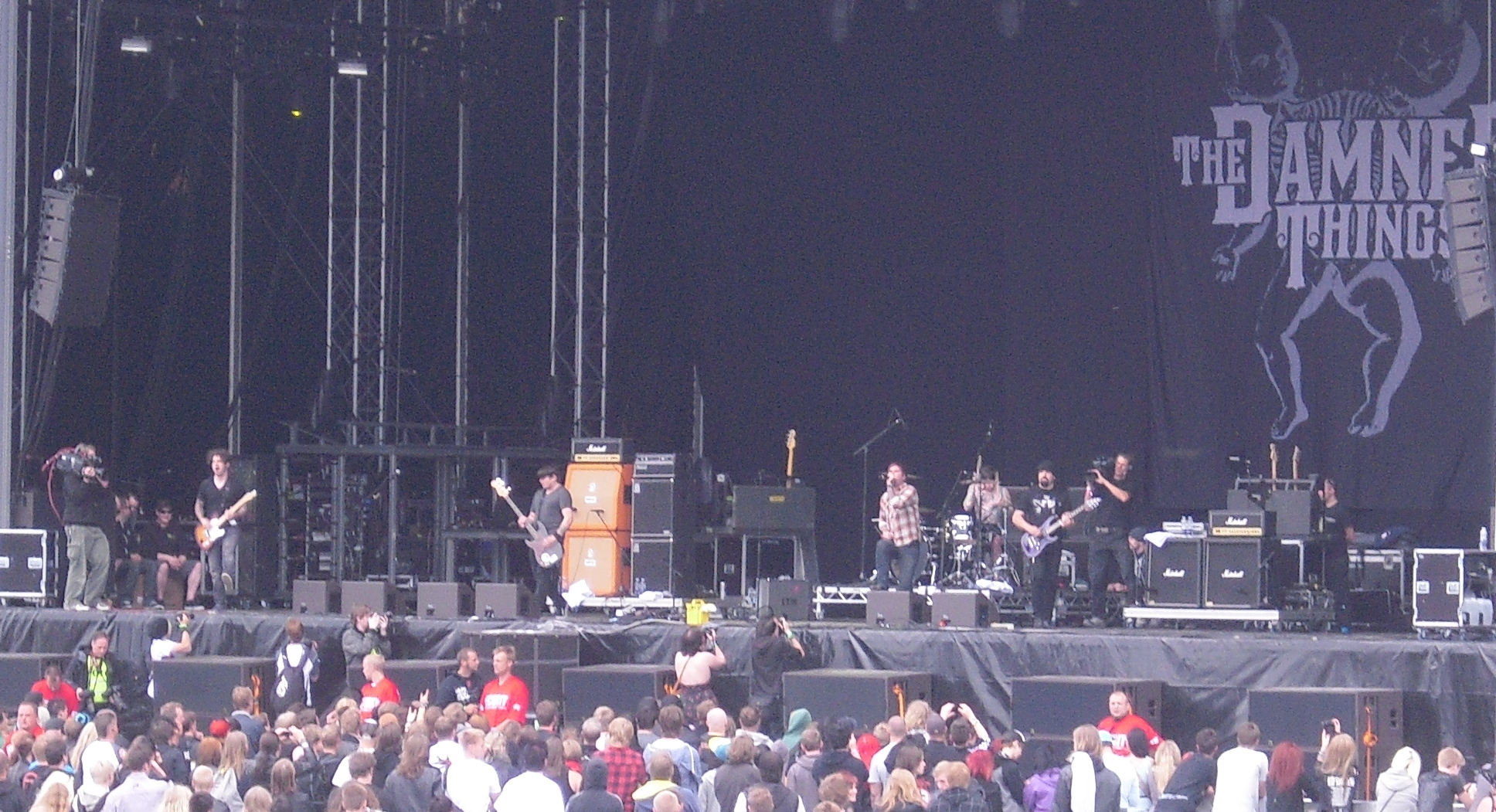
The Damned Things en concert au Metaltown Festival, en juin 2011.

- Keith Buckley – chant (2009–2012, depuis 2016)
- Joe Trohman – guitare solo, guitare rythmique, chœurs (2009–2012, depuis 2016)
- Scott Ian – guitare rythmique, chœurs (depuis 2009–2012, depuis 2016)
- Andy Hurley – batterie, percussions (2009–2012, depuis 2016)
- Dan Andriano - basse, chœurs (depuis 2019)

### Anciens membres
- Rob Caggiano – guitare solo, guitare rythmique, chœurs (2009–2012)
- Josh Newton – basse (2010–2012, 2016-2019)

## Discographie

### Albums studio
- 2010 : Ironiclast
- 2019 : High Crimes

### Singles
- 2010 : We've Got a Situation Here
- 2011 : Friday Night (Going Down in Flames)